# Жемисти (Жетысайский район)
Жемисти (каз. Жемісті, до 199? г. — Куйбышево) — село в Жетысайском районе Туркестанской области Казахстана. Входит в состав Атамекенского сельского округа. Код КАТО — 514465500.

## Население
В 1999 году население села составляло 1133 человека (539 мужчин и 594 женщины). По данным переписи 2009 года, в селе проживало 1246 человек (642 мужчины и 604 женщины).